# Alfred W. Hales
Pour les articles homonymes, voir Alfred Hales et Hales.
Alfred Washington Hales (né le 30 novembre 1938 à Pasadena, en Californie) est un mathématicien américain spécialisé en combinatoire et en algèbre.

## Biographie
Hales étudie au California Institute of Technology, où il a été deux fois Putnam Fellow en tant qu'étudiant de premier cycle en 1958-59. En 1960, il obtient son baccalauréat et en 1962, il obtient son Ph. D. sous la supervision de Robert Dilworth à Caltech (On the nonexistence of free complete Boolean algebras),. Il est chercheur postdoctoral à l' Université de Cambridge en 1962-63. De 1963 à 1966, il est instructeur Benjamin Peirce à l'université Harvard. À partir de 1966, il est d'abord professeur assistant,  puis professeur à l'université de Californie à Los Angeles, dont il a également dirigé la faculté. En 1992, il devient professeur émérite et dirige le Centre de communications et d'informatique de l'Institute for Defense Analyses (en).
Il est chercheur invité à l'université de Warwick en 1977-78, au Mathematical Sciences Research Institute en 1986-97, institut dont il a été membre du board of trustees de 1995 à 1999, et à l'université de Washington en 1970-71.

## Recherche
Il est connu pour le théorème de Hales-Jewett en théorie de Ramsey, démontré en 1963 avec Robert I. Jewett. Le théorème affirme l'existence de structures régulières à des dimensions suffisamment élevées ; il a été étudié et prouvé par eux comme un exemple d'un jeu généralisé de type tic-tac-toe : si on joue le jeu sur un cube de dimension suffisamment élevée pour une longueur de côté  et un nombre de joueurs  donnés, il y a toujours une solution gagnante (une ligne, colonne ou diagonale de la même couleur).
Il a contribué, avec Lloyd R. Welch et Richard M. Goldstein, des « portions » au livre Shift Register Sequences de Solomon W. Golomb. Il a également travaillé en théorie des groupes et en théorie des modules et des treillis.

## Distinction
En 1971, il est parmi les premiers récipiendaires du prix George Pólya, avec Jewett et  Ronald Graham, Klaus Leeb, Bruce Lee Rothschild. Il est membre de l'American Mathematical Society (2012) et de l'Association américaine pour l'avancement des sciences et de la Society for Industrial and Applied Mathematics.